# 末梢選択性薬剤
末梢選択性薬剤(Peripherally selective drug)は、血液脳関門によって中枢神経系 (CNS) から排除されるため、その主な作用機序が中枢神経系を除いて生じる。中枢神経系から排除されることで、これらの薬剤は脳や脊髄への影響によって生じる副作用を生じることなく、身体の他の部分に作用しえる。例えば、多くのオピエート（鎮痛性麻薬）は高用量では鎮静を起こすが、末梢選択性薬剤では脳へと侵入せずに体の残りの部分に作用することができ、鎮静の原因となる可能性は低い。